# Finn Münster
Finn Rasmus Holmsen Münster (Skien, 1887. január 20. – Bærum, 1965. április 29.) norvég olimpiai bajnok tornász.
Az 1906. évi nyári olimpiai játékokon indult tornában és összetett csapatversenyben aranyérmes lett.
Klubcsapata az Odd Grenland volt.